# Mongólia az 1972. évi téli olimpiai játékokon
Mongólia a japán Szapporóban megrendezett 1972. évi téli olimpiai játékok egyik részt vevő nemzete volt. Az országot az olimpián 2 sportágban 4 sportoló képviselte, akik érmet nem szereztek.

## Gyorskorcsolya
Férfi
| Versenyző               | Versenyszám | Eredmény | Helyezés |
| ----------------------- | ----------- | -------- | -------- |
| Luvsanlkhagvyn Dashnyam | 500 m       | 42,86    | 28.      |
| Luvsanlkhagvyn Dashnyam | 1500 m      | 2:20,42  | 38.      |
| Luvsansharavyn Tsend    | 5000 m      | 8:30,47  | 28.      |
| Luvsansharavyn Tsend    | 10 000 m    | 17:15,34 | 24.      |

## Sífutás
Férfi
| Versenyző                | Versenyszám | Eredmény   | Helyezés |
| ------------------------ | ----------- | ---------- | -------- |
| Danzangiin Narantungalag | 15 km       | 52:06,18   | 56.      |
| Danzangiin Narantungalag | 30 km       | 1:51:29,88 | 51.      |
| Namsrain Sandagdorj      | 15 km       | 52:48,54   | 57.      |
| Namsrain Sandagdorj      | 30 km       | 1:52:14,67 | 52.      |